# 세나 사쿠라
세나 사쿠라(일본어: 瀬名 さくら, 1975년 1월 31일 ~)는 일본 출신의 AV 배우, 포르노 배우이자 모델이다.